# Péter Ágh
Péter Ágh (* 30. leden 1982, Szombathely) je maďarský pravicový politik, od roku 2006 poslanec Zemského shromáždění v 5. — 7. volebním období za stranu Fidesz – Maďarská občanská unie, předseda mládežnické politické organizace Fidelitas v letech 2009 až 2015.

## Biografie
Narodil se v roce 1982 v zadunajském Szombathely v župě Vas v tehdejší Maďarské lidové republice. Studoval na Katolické univerzitě Pétera Pázmánye (Pázmány Péter Katolikus Egyetem), a na Budapesti Corvinus Egyetem – Századvég Politikai Iskola.
Hovoří anglicky a maďarsky.
V roce 1998 vstoupil do Fidelites, což je mládežnické politická organice pravicové strany Fidesz – Maďarská občanská unie, přičemž roku 1999 vstoupil i do Fideszu. Od roku 2003 je členem předsednictva této strany a v parlamentu zastával i post místopředsedy parlamentní frakce Fidesz–MPP. V průběhu 6. volebního období (2010–2014) měl v parlamentu 134 vystoupení.

### Politická kariéra
- Komunální volby v Maďarsku 2002 — byl zvolen zastupitelem města s župním právem Szombathely.
- Parlamentní volby v Maďarsku 2006 — kandidoval na celostátní kandidátní listině Fidesz–MPP, odkud získal mandát poslance.
- Komunální volby v Maďarsku 2006 — byl zvolen zastupitelem města s župním právem Szombathely.
- Parlamentní volby v Maďarsku 2010 — kandidoval na 13. místě celostátní kandidátní listiny Fidesz–KDNP, a také na kandidátce župy Vas, odkud získal mandát poslance.
- Komunální volby v Maďarsku 2010 — zvolen za Fidesz zastupitelem města s župním právem Szombathely.
- Parlamentní volby v Maďarsku 2014 — kandidoval na 16. místě celostátní kandidátní listiny Fidesz–KDNP, a také v jednomandátovém volebním obvodu č. 2. se sídlem v Sárvár v župě Vas, kde byl zvolen poslancem.[1]